# Utricularia bosminifera
Utricularia bosminifera este o specie de plante carnivore din genul Utricularia, familia Lentibulariaceae, ordinul Lamiales, descrisă de Ostenfeld. Conform Catalogue of Life specia Utricularia bosminifera nu are subspecii cunoscute.